# Dösener See
Dösener See är en sjö i Österrike.   Den ligger i distriktet Spittal an der Drau och förbundslandet Kärnten, i den centrala delen av landet, 270 km sydväst om huvudstaden Wien. Dösener See ligger 2 267 meter över havet. Arean är 0,11 kvadratkilometer.
Trakten runt Dösener See består i huvudsak av gräsmarker. Runt Dösener See är det ganska glesbefolkat, med 29 invånare per kvadratkilometer.